# جریان سنج

جریان از ترمینال
+ وارد و به سمت ترمینال - جریان دارد. عبور جریان از سیم‌پیچ باعث ایجاد میدان مغناطیسی در سیم‌پیچ می‌شود
و باعث جمع‌شدن سیم‌پیچ می‌شود. جمع شدن سیم‌پیچ باعث به حرکت در آمدن نشانگر می‌شود که وابسته به جریان ورودی است.

در مهندسی برق جریان سنج (انگلیسی: Current sensing) یکی از ابزارهای طراحی شده برای اندازه‌گیری جریان الکتریکی است. این وسیله قادر است که جریان را از پیکو آمپر تا ده‌ها هزار آمپر اندازه‌گیری کند.